# 费隆 (拜占庭)
拜占庭的费隆（Philo of Byzantium，前280年－前220年）是亚历山大城的一位科普作家。著有九卷本《机械原理手册》（Mechanike syntaxis），现存部分包括第四卷，是关于战争中投射器具；第五卷，是关于用空气或水驱动的吸水管及其他设备；第七、第八卷的部分片段，是关于围城术；而第六卷（已失传）是关于自动装置的记述。